# From Here to Eternity
„From Here to Eternity“ е вторият сингъл от албума „Fear of the Dark“ на британската хевиметъл група Айрън Мейдън. Това е четвъртата и последна песен от сагата за „Шарлот Проститутката“ (другите парчета са „Charlotte the Harlot“, „22 Acacia Avenue“ и „Hooks in You“). Песента разказва как Шарлот отива на съдбоносно рали с мотоциклети с дявола.

## Състав
- Брус Дикинсън – вокал
- Дейв Мъри – китара
- Яник Герс – китара, беквокали
- Стив Харис – бас, беквокали
- Нико Макбрейн – барабани

|  | Тази страница частично или изцяло представлява превод на страницата From Here to Eternity (Iron Maiden song) в Уикипедия на английски. Оригиналният текст, както и този превод, са защитени от Лиценза „Криейтив Комънс – Признание – Споделяне на споделеното“, а за съдържание, създадено преди юни 2009 година – от Лиценза за свободна документация на ГНУ. Прегледайте историята на редакциите на оригиналната страница, както и на преводната страница, за да видите списъка на съавторите. ВАЖНО: Този шаблон се отнася единствено до авторските права върху съдържанието на статията. Добавянето му не отменя изискването да се посочват конкретни източници на твърденията, които да бъдат благонадеждни. |